# Procamallanus lonis
Procamallanus lonis är en rundmaskart som beskrevs av Yamaguti 1941. Procamallanus lonis ingår i släktet Procamallanus och familjen Camallanidae. Inga underarter finns listade i Catalogue of Life.